# مقاطعة ميلام (تكساس)
مقاطعة ميلام (بالإنجليزية: Milam  County)‏ هي إحدى المقاطعات في ولاية تكساس، الولايات المتحدة الأمريكية.

## أعلام
- سايروس روليت سميث
- جوني هورتون
- جيسي جيمس